# Copa Intertoto de la UEFA 2001
La Copa Intertoto de la UEFA 2001 fue la séptima edición de este torneo de fútbol a nivel de clubes de Europa organizado por la UEFA y que contó con la participación de 60 equipos de todo el continente europeo.
El torneo otorgó 3 plazas para la Copa de la UEFA 2001-02, las cuales se las ganaron el PSG y el Troyes AC, ambos de Francia, así como el Aston Villa de Inglaterra.

## Primera Ronda
| Equipo 1              | Agr.         | Equipo 2           | Ida | Vuelta     |
| --------------------- | ------------ | ------------------ | --- | ---------- |
| Zagreb                | 2–3          | Pobeda             | 1–2 | 1–1        |
| Universitatea Craiova | 4–3          | Bylis              | 3–3 | 1–0        |
| Dyskobolia Grodzisk   | 1–4          | Spartak Varna      | 1–0 | 0–4        |
| Hapoel Haifa          | 5–0          | TVMK               | 2–0 | 3–0        |
| Ekranas               | 2–2 (3–4 p.) | Artmedia Petržalka | 1–1 | 1–1 (t.e.) |
| Tatabánya             | 5–4          | Shirak             | 2–3 | 3–1        |
| Zagłębie Lubin        | 4–1          | Hibernians         | 4–0 | 0–1        |
| AGF Aarhus            | 2–7          | Publikum           | 1–0 | 1–7        |
| Dundee                | 2–5          | Sartid             | 0–0 | 2–5        |
| UE Sant Julià         | 1–9          | Lausanne-Sport     | 1–3 | 0–6        |
| Jazz                  | 2–2 (v.)     | Gloria Bistrița    | 1–0 | 1–2        |
| Anorthosis            | 0–9          | Slaven Belupo      | 0–2 | 0–7        |
| Čelik                 | 6–3          | Denizlispor        | 1–0 | 5–3        |
| WIT Georgia           | 2–2 (v.)     | Ried               | 1–0 | 1–2        |
| Carmarthen Town       | 0–3          | AIK                | 0–0 | 0–3        |
| B68                   | 2–4          | Lokeren            | 2–4 | 0–0        |
| Dinamo Minsk          | 9–1          | Hobscheid          | 8–0 | 1–1        |
| Tiligul Tiraspol      | 4–1          | Cliftonville       | 1–0 | 3–1 (t.e.) |
| Grindavík             | 3–1          | Vilash Masallı     | 1–0 | 2–1        |
| Cork City             | 1–3          | Liepājas Metalurgs | 0–1 | 1–2        |

## Segunda Ronda
| Equipo 1            | Agr. | Equipo 2              | Ida  | Vuelta |
| ------------------- | ---- | --------------------- | ---- | ------ |
| Čelik               | 1–2  | Gent                  | 1–0  | 0–2    |
| Odense              | 2–4  | AIK                   | 2–2  | 0–2    |
| París Saint-Germain | 7–1  | Jazz                  | 3–0  | 4–1    |
| Basel               | 5–0  | Grindavík             | 3–0  | 2–0    |
| Troyes              | 7–1  | WIT Georgia           | 6–0  | 1–1    |
| Sturm Graz          | 3–4  | Lausanne-Sport        | 0–1  | 3–3    |
| Liepājas Metalurgs  | 4–8  | Heerenveen            | 3–2  | 1–6    |
| Slaven Belupo       | 2–0  | Bastia                | 1–0  | 1–0    |
| Pobeda              | 4–1  | Rizespor              | 2–1  | 2–0    |
| 1860 Munich         | 6–3  | Sartid                | 3–1  | 3–2    |
| Synot               | 5–4  | Universitatea Craiova | 3–2  | 2–2    |
| Spartak Varna       | 2–5  | Tavriya Simferopol    | 0–31 | 2–2    |
| Tiligul Tiraspol    | 1–5  | Tatabánya             | 1–1  | 0–4    |
| Publikum            | 6–1  | Artmedia Petržalka    | 5–0  | 1–1    |
| Dinamo Minsk        | 5–0  | Hapoel Haifa          | 3–0  | 2–0    |
| Zagłębie Lubin      | 3–4  | Lokeren               | 2–2  | 1–2    |

1- Al Tavriya Simferopol se le concedió la victoria 3–0 luego de que el Spartak Varna alineara a un jugador inelegible para el torneo.

## Tercera Ronda
| Equipo 1           | Agr.     | Equipo 2            | Ida | Vuelta |
| ------------------ | -------- | ------------------- | --- | ------ |
| Lokeren            | 0–5      | Newcastle United    | 0–4 | 0–1    |
| Chmel Blšany       | 1–0      | Pobeda              | 0–0 | 1–0    |
| Stade Rennais      | 7–4      | Synot               | 5–0 | 2–4    |
| Slaven Belupo      | 2–3      | Aston Villa         | 2–1 | 0–2    |
| RKC Waalwijk       | 2–5      | 1860 Munich         | 1–2 | 1–3    |
| Wolfsburg          | 4–3      | Dinamo Minsk        | 4–3 | 0–0    |
| Werder Bremen      | 3–3 (v.) | Gent                | 2–3 | 1–0    |
| Brescia            | 3–2      | Tatabánya           | 2–1 | 1–1    |
| Troyes             | 4–2      | AIK Solna           | 2–1 | 2–1    |
| Tavriya Simferopol | 0–5      | París Saint-Germain | 0–1 | 0–4    |
| Basel              | 5–3      | Heerenveen          | 2–1 | 3–2    |
| Publikum           | 1–1 (v.) | Lausanne-Sport      | 1–1 | 0–0    |

## Semifinales
| Equipo 1      | Agr.     | Equipo 2            | Ida | Vuelta |
| ------------- | -------- | ------------------- | --- | ------ |
| Stade Rennais | 2–2 (v.) | Aston Villa         | 2–1 | 0–1    |
| Gent          | 1–7      | París Saint-Germain | 0–0 | 1–7    |
| Chmel Blšany  | 3–4      | Brescia             | 1–2 | 2–2    |
| Basel         | 5–2      | Lausanne-Sport      | 3–0 | 2–2    |
| 1860 Munich   | 3–6      | Newcastle United    | 2–3 | 1–3    |
| Troyes        | 3–2      | Wolfsburgo          | 1–0 | 2–2    |

## Finales
| Equipo 1            | Agr.     | Equipo 2         | Ida | Vuelta |
| ------------------- | -------- | ---------------- | --- | ------ |
| Basel               | 2–5      | Aston Villa      | 1–1 | 1–4    |
| París Saint-Germain | (v.) 1–1 | Brescia          | 0–0 | 1–1    |
| Troyes              | (v.) 4–4 | Newcastle United | 0–0 | 4–4    |

## Goleadores
| Pos. | Nombre            | Club                  | Goles |
| ---- | ----------------- | --------------------- | ----- |
| 1    | Marijo Dodik      | Slaven Belupo         | 6     |
| 1    | Samuel Boutal     | Troyes                | 6     |
| 1    | Nicolas Goussé    | Troyes                | 6     |
| 4    | Pyotr Kachura     | Dinamo Minsk          | 5     |
| 4    | Valentin Stanchev | Spartak Varna         | 5     |
| 4    | Martin Max        | 1860 Munich           | 5     |
| 4    | Jay-Jay Okocha    | PSG                   | 5     |
| 4    | Ștefan Grigorie   | Universitatea Craiova | 5     |
| 9    | Laurent Robert    | PSG                   | 4     |
| 9    | Anthony Lurling   | Heerenveen            | 4     |
| 9    | Marcus Allbäck    | Heerenveen            | 4     |